# William Labov
William Labov (Rutherford, 4 de dezembro de 1927 — 17 de dezembro de 2024) foi um linguista estadunidense, amplamente considerado o fundador da sociolinguística variacionista. Labov foi descrito como "uma figura fortemente original e influente que criou grande parte da metodologia" de sociolinguística. Uma de suas principais ideias é de que a variação é inerente à linguística, sendo não só natural, mas também necessária para o funcionamento de uma língua. Este pensamento contrasta com a visão de diversos linguistas, como Saussure e Chomsky.
William Lavbov buscou estudar as variações linguísticas dentro da sociedade, como metodologia de estudo a análise quantitativa. Levando em conta os princípios extralinguísticos como: o sexo, idade, a classe social, nível de escolaridade e assim por diante.
Labov mudou, de maneira científica, a forma de comunicação das pessoas no seu dia-a-dia, deixando sempre claro o objeto de estudo usado por ele: a língua, considerada o instrumento de fala que utilizamos para nos comunicar com os indivíduos que convivemos. Ele enfatiza enormes abordagens na área da Linguística como o conhecimento das causas que resultam nas mudanças Linguística do ser humano.
Em 1963, foi realizada por Labov uma pesquisa na ilha de Martha's Vineyard, Estado de Massachusetts, nos Estados Unidos. Labov procurou investigar acerca da língua falada naquela ilha, usando a Teoria da Variação e um método para fortalecer a ideia a respeito da compreensão da teoria: analisar os fenômenos da língua naquela ilha, por meio de estatísticas envolvendo, claro, as circunstâncias sociais daquela comunidade.
Os estudos labovianos não colocam uma língua como certa ou errada, sobretudo, tem como importância a estrutura social, geográfica e regional, tendo como relevância a questão de que cada indivíduo é único e possui costumes únicos.